# Eduardo Niño
Eduardo Niño García (* 8. August 1967 in Bogotá) ist ein ehemaliger kolumbianischer Fußballspieler. Der Torwart spielte dreimal für die Nationalmannschaft und wurde mit América de Cali drei Mal kolumbianischer Meister.

## Karriere

### Verein
Eduardo Niño begann seine Karriere 1985 bei Independiente Santa Fe und wurde 1987 Stammtorwart beim Klub aus seiner Heimatstadt Bogotá. Mitte 1990 wechselte er nach der Weltmeisterschaft zu América de Cali. Nach zwei Meisterschaften ging er auf Leihbasis sechs Monate nach Brasilien, wo er aber für Botafogo FR nur in einem Spiel zum Einsatz kam. Nach seiner Rückkehr nach Cali feierte er 1997 eine weitere Meisterschaft. Mitte 1999 wechselte Niño zu Unión Magdalena und stieg am Saisonende ab. Er wechselte zum Millonarios FC, mit dem er sich bei der Copa Merconorte 2000 erst im Finale geschlagen geben musste und ein Jahr später die Copa Merconorte 2001 gewann. Mit 34 Jahren beendete er seine Karriere aufgrund von Herzproblemen.

### Nationalmannschaft
Niño stand im Kader der U20-Nationalmannschaft bei der Südamerikameisterschaft 1985, war allerdings nur Ersatztorwart hinter René Higuita. Als Turnierdritter qualifizierte sich Kolumbien für die U20-Weltmeisterschaft, bei der Niño aufgrund der Verletzung Higuitas als Stammtorwart alle vier Spiele bestritt. Kolumbien kam ins Viertelfinale und verlor dort gegen den späteren Weltmeister Brasilien deutlich mit 0:6. Zwei Jahre später wurde er Südamerikameister und qualifizierte sich für die Weltmeisterschaft im selben Jahr, bei der Kolumbien als Gruppendritter ausschied. Niño spielte alle drei Spiele für Kolumbien.
Niño stand bei der Fußball-Weltmeisterschaft 1990 in Italien und bei den Südamerikameisterschaften 1989 sowie 1991 im Kader der A-Nationalmannschaft, kam jedoch bei keinem der Turniere zum Einsatz. Seine zwei einzigen Länderspiele bestritt der Torwart im April 1990 bei den Freundschaftsspielen gegen Mexiko und die USA.

### Trainer
Im Anschluss an seine Spielerkarriere arbeitete er für verschiedene Vereine und für die kolumbianische Nationalmannschaft als Torwarttrainer.

## Erfolge
Independiente Santa Fe
- Kolumbianischer Pokalsieger: 1989

América de Cali
- Kolumbianischer Meister: 1990, 1992, 1997

Millonarios FC
- Sieger der Copa Merconorte: 2001

U20-Nationalmannschaft
- U20-Weltmeister: 1987